# 1980年夏季奥林匹克运动会喀麦隆代表团
1980年夏季奥林匹克运动会喀麦隆代表团是喀麦隆派出的1980年夏季奥林匹克运动会代表团。